# Liste der Monuments historiques in Pompéjac
Die Liste der Monuments historiques in Pompéjac führt die Monuments historiques in der französischen Gemeinde Pompéjac auf.

## Liste der Bauwerke
| Bezeichnung        | Beschreibung                  | Standort | Kennzeichnung | Schutzstatus | Datum | Bild |
| ------------------ | ----------------------------- | -------- | ------------- | ------------ | ----- | ---- |
| Kirche St-Saturnin | Erbaut im 15./16. Jahrhundert | (Lage)   | PA00083669    | Inscrit      | 1925  |      |

## Liste der Objekte
| Bezeichnung | Beschreibung            | Standort                         | Kennzeichnung | Schutzstatus | Datum | Bild |
| ----------- | ----------------------- | -------------------------------- | ------------- | ------------ | ----- | ---- |
| Glocke      | Bronze, 15. Jahrhundert | in der Kirche St-Saturnin (Lage) | PM33000629    | Classé       | 1916  |      |